# Након Патом
Након Патом е една от 76-те провинции на Тайланд. Столицата ѝ е едноименният град Након Патом. Населението на провинцията е 920 729 души (31 декември 2020) – 26-а по население), а площта 2168,3 кв. км (65-а по площ). Намира се в часова зона UTC+7. Разделена е на 7 района, които са разделени на 105 общини и 919 села.